# Henri d'Orléans (1822-1897)
Cet article concerne le duc d’Aumale, fils de Louis-Philippe Ier. Pour les autres ducs d’Aumale, voir Liste des souverains d’Aumale.
Pour les articles homonymes, voir Henri d’Orléans et Aumale.
Titres
Président du conseil général de l'Oise
24 octobre 1871 – 16 août 1886 
(14 ans, 9 mois et 23 jours)
Député de l'Oise
8 février 1871 – 7 mars 1876 
(5 ans et 28 jours)
Gouverneur d'Algérie
27 septembre 1847 – 24 février 1848 
(4 mois et 28 jours)
Signature
Henri d'Orléans, duc d'Aumale, né le 16 janvier 1822 à Paris et mort le 7 mai 1897 à Giardinello (Italie), est un prince du sang de la maison d’Orléans, militaire et homme politique français. Il est l'un des fils du roi Louis-Philippe.
Il est notamment gouverneur général de l'Algérie, et participe à ce titre à la reddition d'Abd el-Kader en décembre 1847. Il est l'un des plus grands bibliophiles et collectionneurs d'art de son temps.

## Biographie

### Enfance
Henri d'Orléans est le cinquième et avant-dernier fils de Louis-Philippe Ier, roi des Français, et de Marie-Amélie de Bourbon-Siciles, princesse de Naples et de Sicile.

#### L'affaire de l'héritage du prince de Condé (1830)

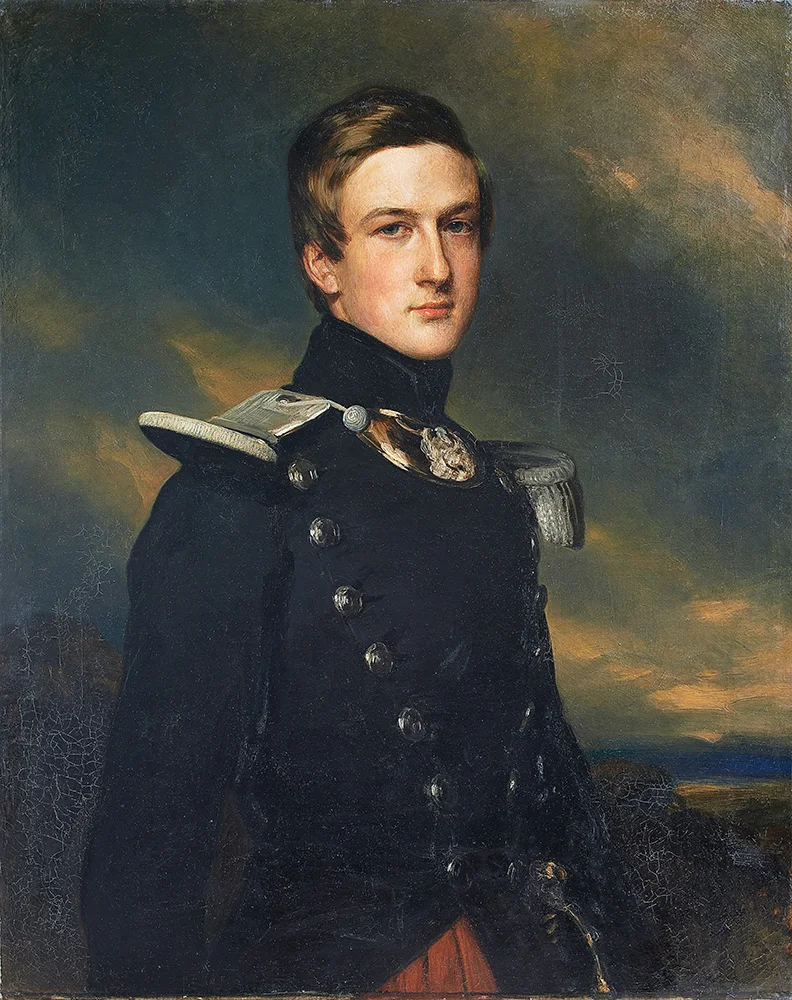
Portrait à 18 ans en 1840, par Winterhalter.

L'héritage du prince de Condé est le résultat conjugué de l'intercession de Talleyrand qui cherche à se rapprocher de la famille de Condé qui le méprise depuis l'exécution du duc d'Enghien et du désir du prince de Condé que sa maîtresse Sophie Dawes, après avoir été chassée de la Cour, regagne une position mondaine. La famille d'Orléans accepte de donner son appui à la condition que Louis VI Henri de Bourbon-Condé choisisse pour héritier le duc d'Aumale. Cette manœuvre ressemble en partie à une captation d'héritage car les Rohan pouvaient également prétendre à cette succession. Selon certaines sources, le duc de Bourbon aurait rédigé un testament en faveur du duc de Bordeaux et s'apprêtait à rejoindre le roi Charles X en exil lorsque serait survenue sa mort suspecte.
En 1830, à la mort du dernier prince de Condé, son parrain, qui l'a institué son légataire universel, il hérite, à huit ans, de l'énorme patrimoine de cette lignée, estimée à 66 millions de francs-or, produisant 2 millions de revenus annuels. Cet héritage comprend ce qui est considéré comme le plus important patrimoine foncier français, dont le domaine de Chantilly (Oise) et d'immenses forêts en Thiérache (Aisne).
Le député d'extrême-gauche Eusèbe de Salverte interpelle le Ministère sur le paiement des droits de cette succession.
Le directeur de l'Enregistrement, Jean-Louis Calmon, répond que ces droits n'avaient pas encore été réglés, « le Gouvernement accordant toujours des délais pour l'acquittement des droits lorsqu'il est constaté que les héritiers n'ont pas les moyens de les acquitter. […] c'est ici le cas, ces droits s'élevant à plus de quatre millions. Il ne s'est trouvé dans la succession aucune valeur mobilière. Les liquidateurs de la succession ont cherché à contracter un emprunt sans y parvenir ; ils viennent de mettre en vente neuf mille arpents de bois et, avant peu de temps, les droits seront réglés ».

#### Formation

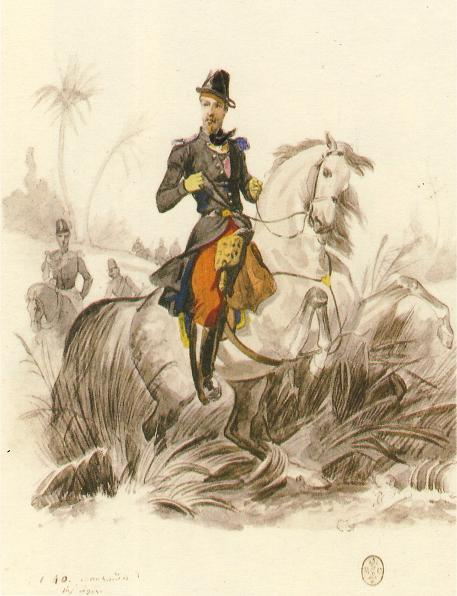
Aumale à cheval, vers 1840. Aquarelle de Philippoteaux.

Il fait ses études secondaires au collège Henri-IV à Paris, puis entre dans l'armée à seize ans. À partir de 1824, le garçon eut pour précepteur Alfred-Auguste Cuvillier-Fleury (1802-1887), qui devint ensuite son secrétaire particulier. Leur riche correspondance fut ensuite publiée. En 1837, il remporte le prix d’histoire au concours général, poussé par ses professeurs Jules Michelet et Victor Duruy.

### La monarchie de Juillet

#### Carrière militaire: l'Algérie (1840 – 1847)
Sous-lieutenant le 1er janvier 1837, lieutenant le 1er janvier 1838, capitaine le 1er janvier 1839, chef de bataillon le 21 août 1839, lieutenant-colonel le 21 juin 1840, il est directeur de tir à Vincennes le 24 septembre 1840. Affecté le 16 février 1841  au 24e de ligne, il part pour l'Algérie et participe au combat de l'Affroun (27 avril), mais doit rentrer en France pour raison de santé, promu au grade de colonel du 17e léger le 27 mai 1841. Entrant dans Paris par la rue du Faubourg Saint-Antoine, le 13 septembre 1841, il manque d'être assassiné d'un coup de pistolet par François Quenisset dit Papart, un extrémiste,.

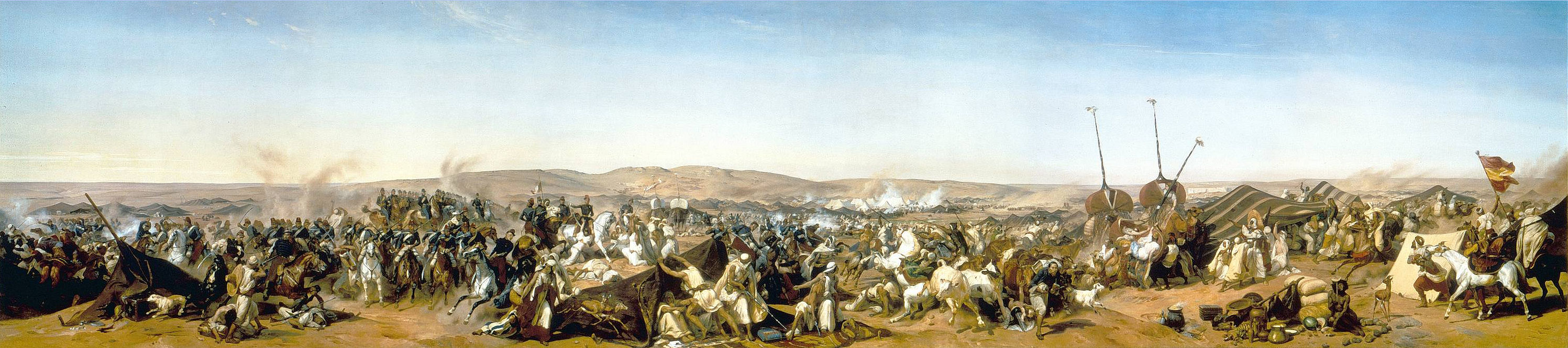
Prise de la smalah d'Abd-el-Kader à Taguin, 16 mai 1843
Horace Vernet, 1844
Commande du roi Louis-Philippe
Musée de l'Histoire de France (Versailles).

Il revient en Algérie le 7 septembre 1842 avec le grade de maréchal de camp (général de brigade) et se distingue lors de la prise de la smala d'Abd El-Kader (16 mai 1843), capitale ambulante de l'émir à Taguin. Le roi Louis-Philippe commande un tableau commémoratif au peintre Horace Vernet.

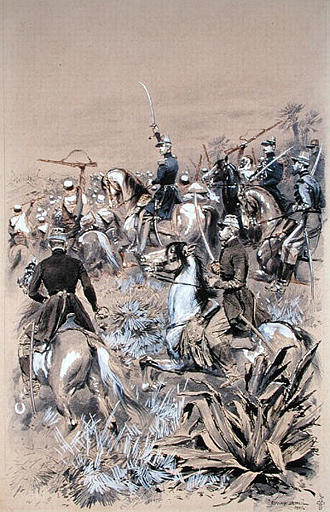
Le duc d'Aumale attaque la Smalah à Taguin le 16 mai 1843 par Édouard Detaille.

À la suite de cette campagne, il est promu lieutenant-général (général de division) le 3 juillet 1843 et nommé commandant de la province de Constantine. Il dirige l'expédition de Biskra (1844) et prend part à la conquête armée du massif de l'Aurès : à la tête des légionnaires du colonel Mac Mahon, il enlève la position de M'Chouneche.
Inspecteur général d'Infanterie le 25 mai 1844 puis des écoles de tir pour les armes à feu le 2 février 1845, il retourne en Algérie le 6 mars 1846. En mai, Il fonde un poste qui prendra son nom jusqu'à l'indépendance du pays (Sour el Ghozlane). C'est le 11 septembre 1847 qu'il est nommé gouverneur de l'Algérie en remplacement de Bugeaud ; il le restera jusqu'au 3 mars 1848.

## Mariage et enfants

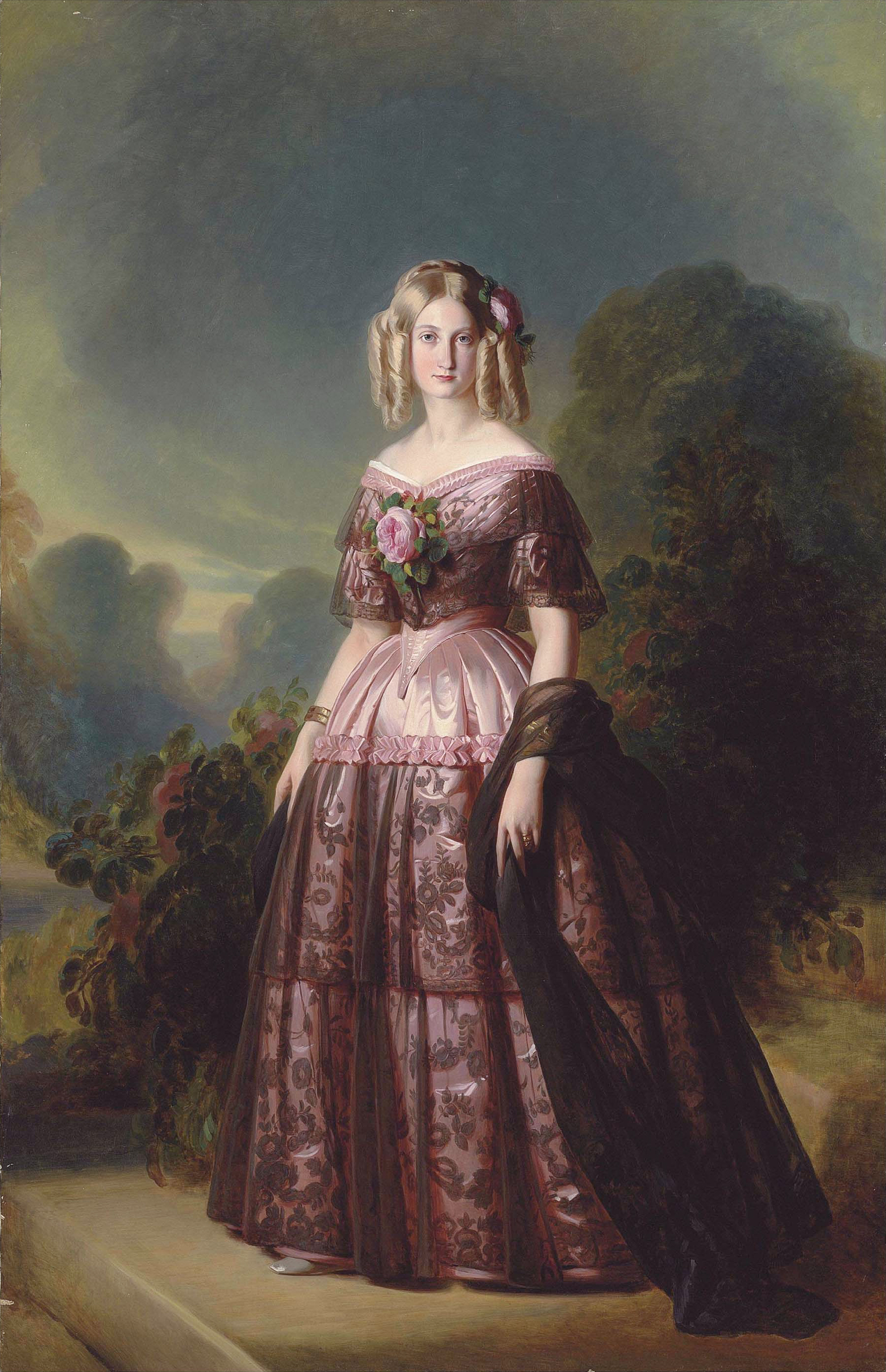
Marie-Caroline de Bourbon (1822 – 1869).

Le 25 novembre 1844 à Naples, il épouse sa cousine germaine Marie-Caroline de Bourbon-Siciles, princesse des Deux-Siciles. Ils ont huit enfants, dont deux fils seulement atteignent l'âge adulte, :
- Louis Philippe Marie Léopold d'Orléans (Saint-Cloud, 15 novembre 1845 – Sydney, 24 mai 1866), titré prince de Condé ;
- Henri Léopold Philippe Marie d'Orléans (château de Saint-Cloud, 11 septembre 1847, mort au même lieu le 10 octobre 1847), duc de Guise ;
- Une fille mort-née au château de Claremont le 16 août 1850 ;
- François de Paule Ferdinand Marie Philippe Léopold d'Orléans[12] (Naples, 11 janvier 1852 - Twickenham, 15 avril 1852), duc de Guise ;
- François Louis Philippe Marie d'Orléans (Twickenham, 5 janvier 1854 – Paris, 25 juillet 1872), duc de Guise ;
- Un fils mort-né en mai 1857 ;
- Un enfant mort-né le 15 mai 1861 ;
- Un enfant mort-né en juin 1864.

La rumeur a couru que Gustave Macon (1865 – 1930), secrétaire particulier du duc d'Aumale était son fils naturel, alors qu'il est né lors de l'exil du prince en Angleterre.

### Installation à Chantilly
A compter de leur mariage, en novembre 1844, Henri d'Orléans et son épouse font aménager le Petit château de Chantilly, puis, souhaitant disposer de plus d'espace, projettent la reconstruction du Grand château, suivant un projet conçu en 1846-1847 par l'architecte Félix Duban. La révolution de février 1848 en empêche la réalisation.

### Gouverneur général de l'Algérie (septembre 1847 – février 1848)
Il succède à Bugeaud comme gouverneur général de l'Algérie le 21 septembre 1847.
Le 24 décembre 1847, à Nemours, près de la frontière marocaine, il vient recevoir la reddition d'Abd el-Kader. Il confirme l'engagement pris la veille par le général Lamoricière, commandant de la division d'Oran, que l'émir serait conduit à Alexandrie ou à Saint-Jean d'Acre, engagement qui ne sera pas respecté, compte tenu de la situation politique en France.

### L'exil en Angleterre

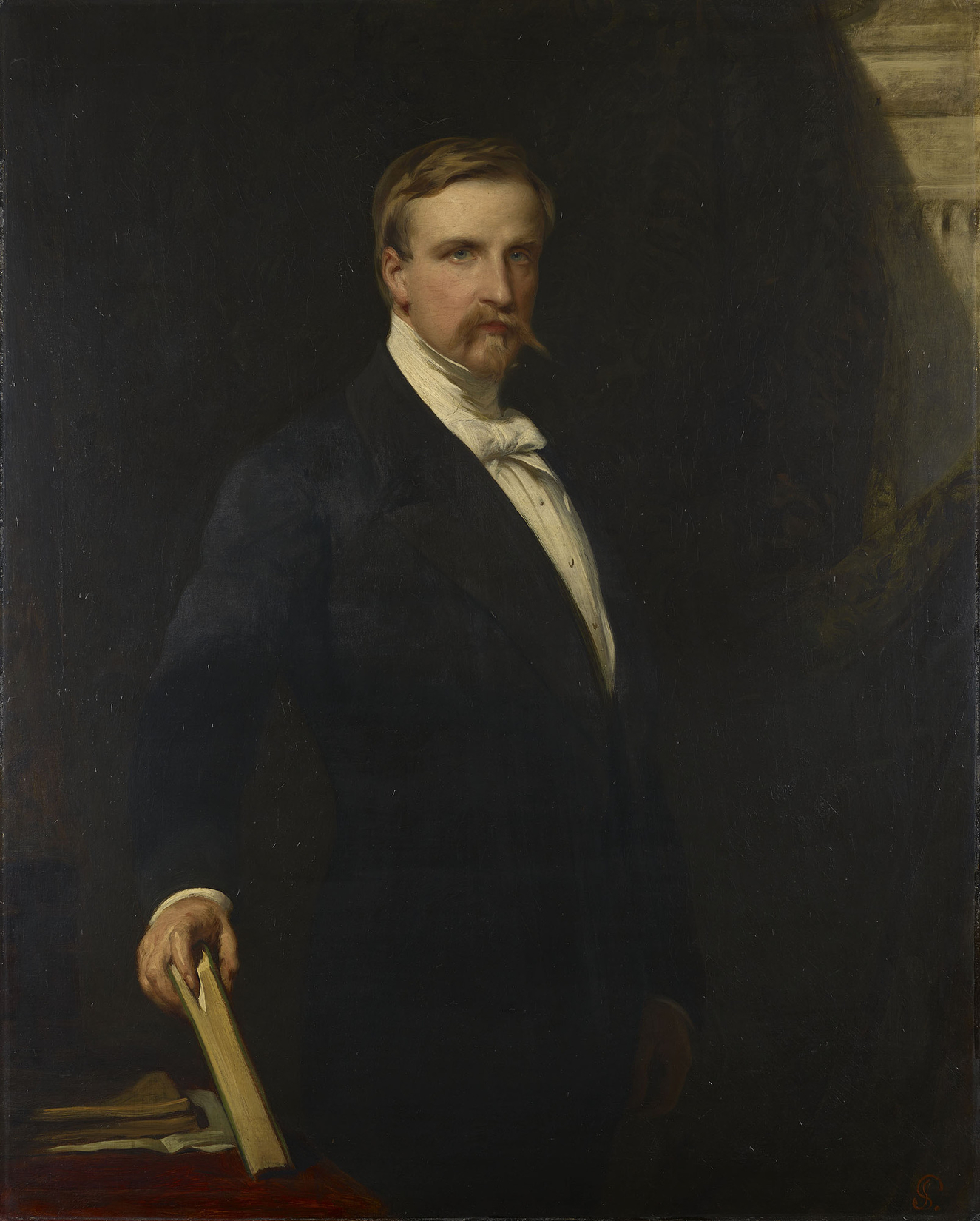
Henri, duc d'Aumale
James Sant, 1848-1860
Royal Collection.

Il se démet de ses fonctions après la révolution de 1848 et s'exile en Angleterre (24 février 1848) où dès la mort de Louis-Philippe Ier (1850), il s'installe à Orleans House, près de Twickenham.
C'est un « grand château de style disparate plus confortable que fastueux, où son père avait vécu pendant l'émigration; ses frères occupaient aussi des appartements dans l'immense demeure. Un beau parc, la Tamise tout près, la possibilité d'installer une bibliothèque, un asile de méditation, une "réception" assez vaste pour pouvoir créer une atmosphère accueillante : un nom français adopté d'emblée. »
« Il est riche, il est laborieux (…) très bien vu dans le grand monde anglais… Parmi les princes d'Orléans, c'est le seul dont la vie soit bien arrangée, et qui s'en arrange »  (François Guizot, 1847).
Plusieurs photographies de cette maison et du duc, seul ou en groupe, sont reproduites dans L'Album de famille de son arrière-petit-neveu homonyme Henri d'Orléans (1908 – 1999), comte de Paris. De même qu'un des douze clichés pris en juin 1864 par le photographe Camille Silvy (1834 – 1910), sous le no 61 du catalogue de l'exposition « L'art anglais dans les collections de l'Institut de France ».
Sa résidence est voisine du célèbre Strawberry Hill, ancienne demeure néo-gothique d'Horace Walpole, esthète et collectionneur ; le duc devint ami intime de sa propriétaire, Frances, épouse du 7e comte de Waldegrave, descendant des héritiers de Walpole, qui lui légua en 1879 un double portrait que celui-ci commanda à Reynolds en 1761.
Durant cette période, il s'adonne à l'écriture de récits historiques. Il est notamment l'auteur d'une Histoire des princes de Condé et de recherches sur La Captivité du roi Jean et Le Siège d'Alésia, ainsi que d'études sur Les Zouaves, Les Chasseurs à pied et L'Autriche, parues dans la Revue des Deux Mondes.
Cependant dès le début de son exil il écrivait à son professeur et ami Guérard : « L'Angleterre me pèse, et les Anglais encore plus. La lourde verdure du pays l'excédait, il avait soif d'une lumière nette, d'un paysage aux lignes dépouillées », et en 1853 il acquit du prince de Partanna le domaine du Zucco à l'ouest de Palerme, soit « 16 000 hectares produisant du miel, un vin précieux — gardé jour et nuit — 10 000 caisses de citrons et 500 à 600 quintaux d'olives (...) Des bois d'oliviers centenaires, des arbres de Judée, des cactus hérissés, d'étranges résineux, l'arôme des citronniers, des orangers, des buis, des lauriers, des caroubiers, des amandiers, une maison fort simple, vaste mais sans luxe, une enfilade de salles basses blanchies à la chaux (où) régnait une fraîcheur perpétuelle, un paradis où il s'épanouissait. »
En 1861, dans une brochure intitulée Lettre sur l'histoire de France adressée au prince Napoléon, il réplique vivement au prince Napoléon, cousin de Napoléon III, qui, dans un discours au Sénat le 1er mars, avait attaqué les membres des familles royales accusés de trahir « leur drapeau, leur cause et leur prince pour se faire une fallacieuse popularité personnelle ». La brochure est saisie, l'éditeur et l'imprimeur condamnés.
En 1865, le gouvernement impérial s'oppose également à la publication de l’Histoire des princes de Condé, qui paraît finalement en 1869.

### Actionnaire dans la presse
Le duc d'Aumale commence à investir dans la presse, devenant de 1858 à 1860, un des propriétaires de la Continental Review, publication britannique et en prêtant de l'argent à Édouard Feuilhade de Chauvin, un des propriétaires du Courrier du dimanche.
En 1865, il investit dans un journal éphémère, L'Époque qui avait été repris par Ernest Feydeau et en 1868, il prend une participation dans le journal Le Siècle, par l'intermédiaire de Léon Plée. De 1867 à 1890, il est un des actionnaires principaux du journal Le Temps.

### Le retour en France
En septembre 1870, il apprend à Bruxelles de Jules Claretie le désastre de Sedan et assiste impuissant à la déroute de l'armée française ; après avoir offert de combattre, il revient en France avec son frère le prince de Joinville, mais ils sont reconduits au bateau.
Le 8 février 1871, il est élu député de l'Oise, comme son frère dans la Haute-Marne, mais l'hostilité de Thiers les poursuit.
Fin 1871, les lois d'exil de Napoléon III sont rapportées.
Le 30 décembre 1871, il est élu, par 28 voix sur 29 votants, au 21e fauteuil de l'Académie française, où il succède au comte Charles de Montalembert. Il est reçu par Alfred Auguste Cuvillier-Fleury, le 3 avril 1873. En 1880, il sera reçu à l'académie des Beaux-Arts, puis en 1889 à l'académie des Sciences morales et politiques

### Reconstruction du château de Chantilly
A son retour en France, en 1871, il reprend possession du domaine de Chantilly et poursuit son projet de reconstruction du Grand château, cette fois confié à Honoré Daumet.
Ce nouveau château est sa résidence mais, en même temps, l'écrin de la fabuleuse collection d'Art réunie par ses soins.

#### Reprise de sa carrière militaire (1872 – 1879)
Réintégré dans l’armée en 1872 avec le grade de général de division, il est nommé  le 28 septembre 1873 commandant du 7e corps d'armée à Besançon.
Le peintre et caricaturiste André Gill (1840 – 1885) l'a représenté au premier plan à droite de son dessin-charge intitulé La Délivrance, évoquant l'emprunt de 3 milliards lancé par Thiers en juillet 1872 pour libérer des Prussiens le territoire national, aux côtés de l'ex-empereur tenant l'aigle déchu, et du comte de Chambord.
Un an après la chute de Thiers (24 mai 1873), sollicité, il accepte le 15 mai 1874 l'intérim créé par la loi du septennat pour proroger le mandat de Patrice de Mac Mahon, duc de Magenta, en vue du projet de restauration monarchique de son neveu le comte de Paris, petit-fils de Louis-Philippe Ier, mais sa candidature est récusée par la droite. En novembre 1873, un projet de restauration en faveur du prétendant légitimiste, le comte de Chambord, petit-fils de Charles X, avait échoué en raison de l'attachement sans concession de la majorité des députés au drapeau tricolore, et du comte de Chambord au drapeau blanc.
En 1877, craignant que le complot militaire de Gaëtan de Rocheboüet ne se fasse au bénéfice des bonapartistes et au détriment des orléanistes, il assure le chef des républicains radicaux, Léon Gambetta, de son soutien en cas d'insurrection.
En 1879, il est touché par la série de mises à pied qui provoque la démission de Mac Mahon, mais son amitié avec Gambetta lui vaut d'être nommé inspecteur général de l'Armée, ce qui est son dernier rôle comme militaire. Il reste toutefois en disponibilité. Avec les autres princes de la famille qui appartiennent à l'armée, il est placé en non-activité par retrait d'emploi en 1883 et rayé des cadres de l'armée en 1886. Il quitte la France une seconde fois en raison de la loi d’exil de 1886.
Edmond et Jules de Goncourt évoquent : 

« Le duc d'Aumale, il n'y a qu'un mot pour le décrire : c'est le type du vieux colonel de cavalerie légère. Il en a l'élégance svelte, l'apparence ravagée, la barbiche grisâtre, la calvitie, la voix brisée par le commandement. »

#### Le procès de Bazaine (1873)
Le 6 octobre 1873, il préside, en qualité de doyen des généraux de division, au Grand Trianon de Versailles, le conseil de guerre qui juge le maréchal Bazaine — commandant en chef des armées le 13 août 1870 — qui le 17 octobre tente d'expliquer sa capitulation de Metz du 27 octobre 1870 :
« J'admets parfaitement que ces devoirs soient stricts quand il y a un gouvernement légal, quand on relève d'un pouvoir reconnu par le pays, mais non pas quand on est en face d'un gouvernement insurrectionnel. Je n'admets pas cela. »
À quoi le prince répliqua le fameux : « La France existait toujours. »
Le prince obtint du président de la République, le maréchal de Mac-Mahon, lui même déchu à Sedan, que la peine capitale soit commuée en vingt ans de détention à la demande des membres même du Conseil de guerre : « Vous vous unirez à nous, Monsieur le Président de la République, pour ne pas laisser exécuter la sentence que nous venons de prononcer. »

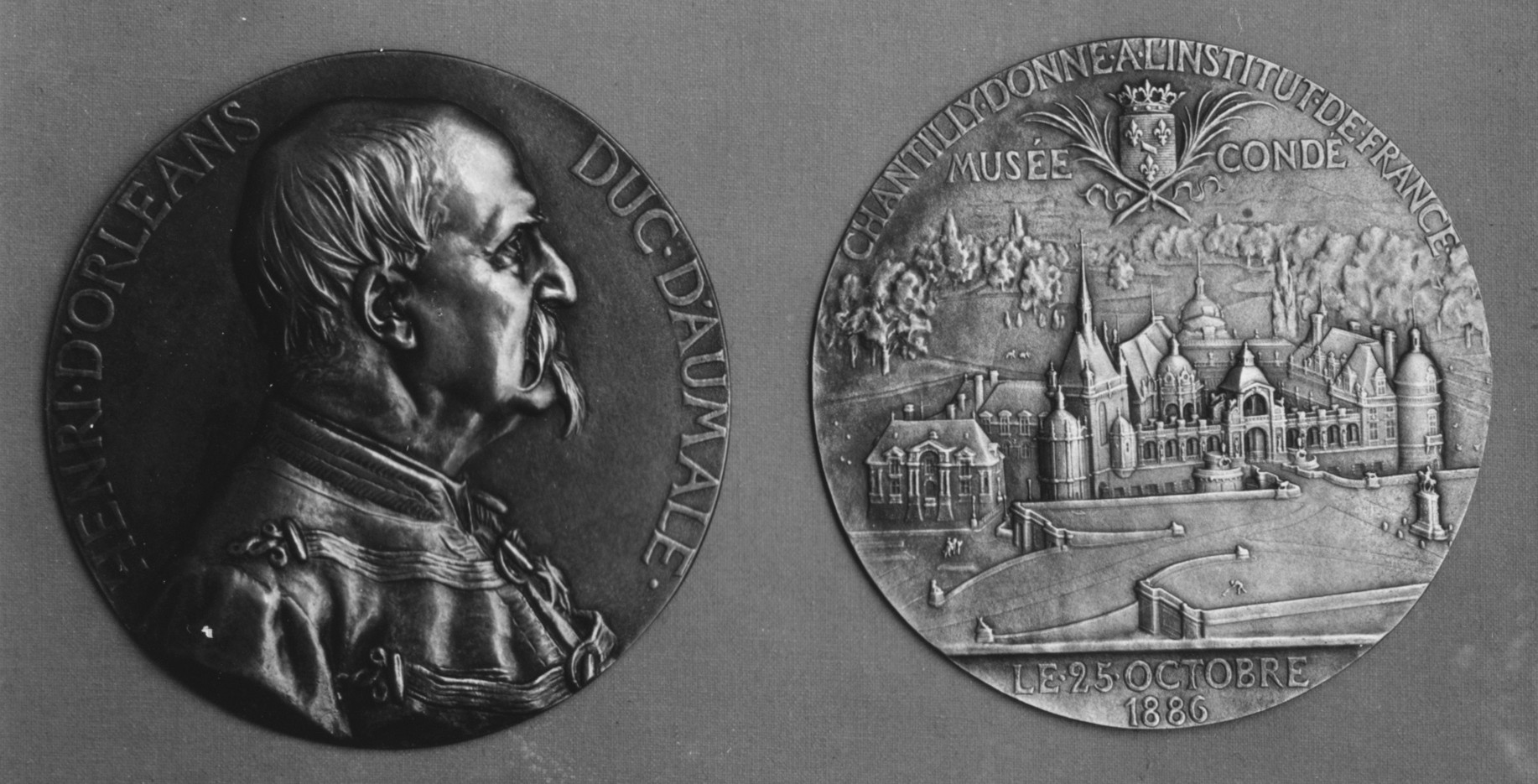
Jules Chaplain, Henri d'Orléans, duc d'Aumale - Chantilly donné à l'Institut de France, médaille commémorative, 1886, Metropolitan Museum of Art.

#### Le legs à l'Institut de France (1886)
En 1886, le duc d'Aumale, membre de l'Institut de France depuis 1871, veuf et sans descendants directs vivants, lègue son domaine de Chantilly (Oise) et ses précieuses collections à l'Institut sous réserve qu'à sa mort, le musée Condé soit ouvert au public, que sa présentation soit préservée et que les collections ne puissent être prêtées. Le musée Condé est ouvert au public moins d'un an après sa mort, le 17 avril 1898.
Selon le souhait du duc d'Aumale, les ressources du domaine permettent de faire fonctionner, d'entretenir et de restaurer cet immense patrimoine.
« Chantilly, tel que l'a voulu le duc, apparaît comme une Atlantide toujours accessible (…) mieux que des chefs-d'œuvre, une œuvre d'art totale. »

### Second exil et retour

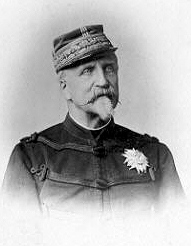
Le duc d'Aumale photographié par Alphonse Liébert.

#### La loi de 1886 contre les familles royales de France
En 1886, le général Georges Boulanger (1837 – 1891), ministre de la Guerre depuis le 7 janvier, entreprend de transformer l'armée dite de métier en armée nationale.
Le 11 juin, la seconde loi d’exil est votée à la suite de la retentissante réception de fiançailles de la princesse Amélie d'Orléans à l'hôtel de Galliera (actuel hôtel Matignon) à Paris le 15 mai ; empêché de passer rue de Varenne par la longue file de voitures, l'impatient Georges Clemenceau aurait alors dit à Léonide Leblanc, maîtresse du duc (et qui fut la sienne) : « Dites-lui de se méfier. Au pavé qu'on va jeter dans la mare de sa famille, il pourrait bien être éclaboussé. »
En juillet, il est  rayé des cadres sur proposition de Boulanger par Jules Grévy, à qui il écrit : « il m'appartient de vous rappeler que les grades militaires sont au-dessus de vos atteintes », avant d'être expulsé en Belgique par le directeur de la Sûreté le 14.
Une demande collective pour le rappel du prince exilé est adressée en 1888 au gouvernement.

#### Le retour de 1889
Il est autorisé à rentrer en France par décret de Sadi Carnot du 8 mars 1889. Le décret de bannissement est rapporté le 7 juin 1889.
À son retour en 1889, il est élu académicien des Sciences morales et politiques le 30 mars. Il est nommé directeur de l'académie de Besançon, docteur honoraire de l'université d'Oxford et membre de l'Académie royale de Bruxelles. De 1893 à 1897, il dirigea la Société de secours aux blessés militaires (S.S.B.M.), devenue depuis 1940 la Croix-Rouge française.
Il fit construire dans la station thermale de Saint-Honoré-les-Bains, deux villas, véritables petits castels dénommés : Le Pavillon Rose  et Le Pavillon Blanc, aujourd'hui transformées en gîtes.

### Mort et funérailles

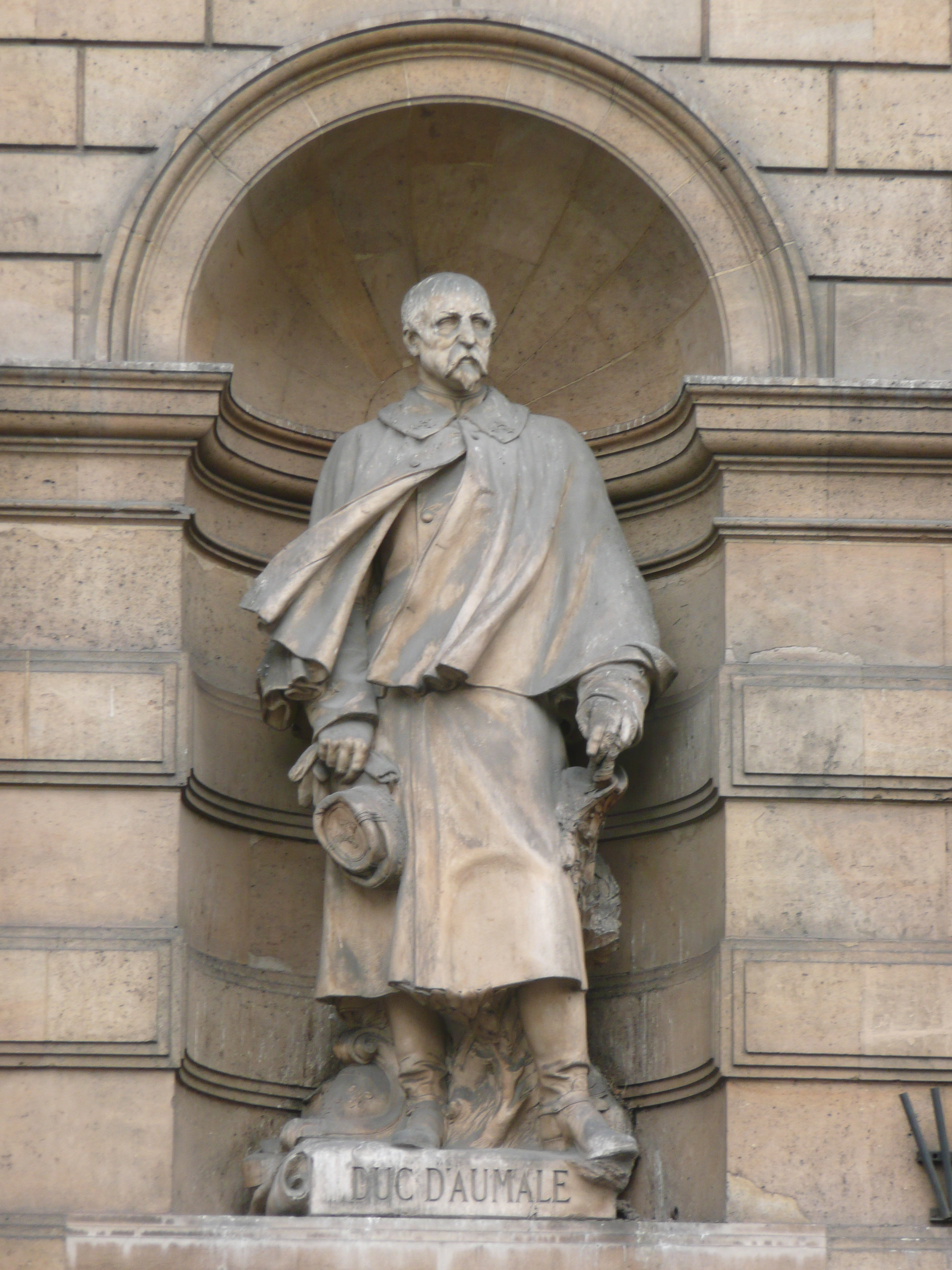
Statue d'Henri d'Orléans au Louvre.

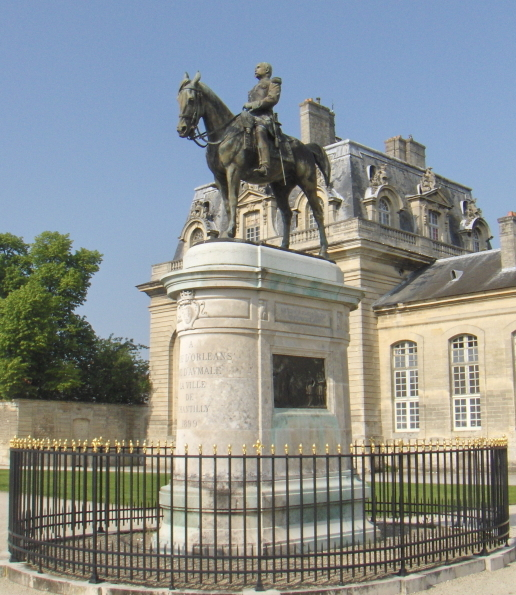
Œuvre de Jean-Léon Gérôme : statue équestre d'Henri d'Orléans dans l'hémicycle du Duc d'Aumale, à proximité des Grandes écuries à Chantilly.

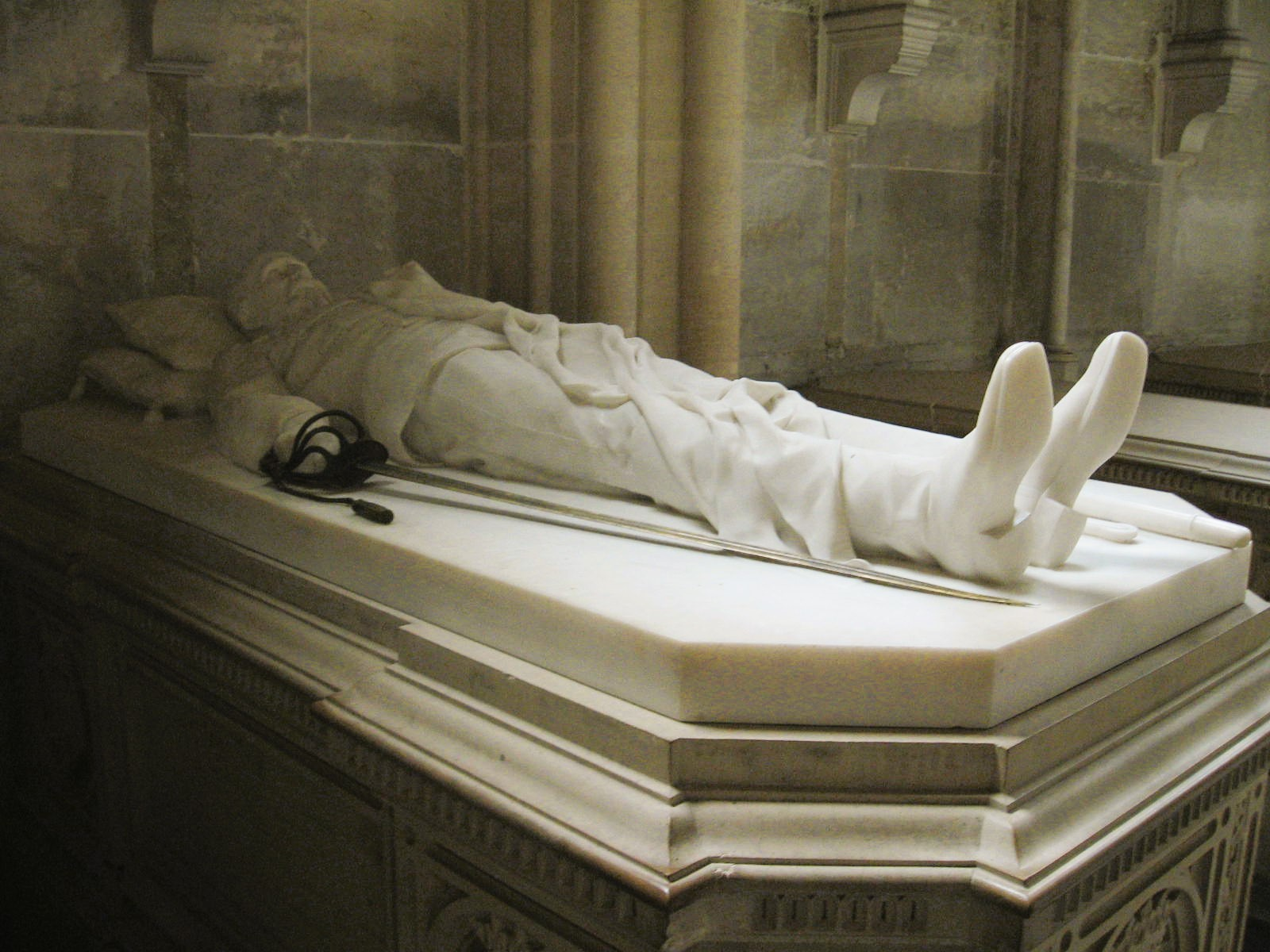
Gisant d'Henri d'Orléans par Paul Dubois dans la chapelle royale de Dreux.

En mai 1897, l'incendie du Bazar de la Charité où sa nièce préférée, Sophie-Charlotte en Bavière, duchesse d'Alençon, trouve une mort héroïque, le frappe douloureusement.
« Au printemps de 1897, il était venu passer quelques jours au Zucco (où) la mort l'a emporté par surprise, et aucune de ses volontés suprêmes n'a pu être exécutée. Il serait mort de crise cardiaque peu après avoir rédigé une vingtaine de lettres de condoléances à des familles de la noblesse endeuillées par l'incendie du Bazar de la Charité. Mais des mains pieuses ont enveloppé son cercueil du drapeau tricolore à l'ombre duquel son père et lui avaient combattu et qu'il faisait flotter sur sa maison d'exilé. » Deux photographies du duc âgé et sur son lit de mort sont reproduites dans l'Album de famille du comte de Paris.
Le 14 mai, après avoir remonté de Palerme toute l'Italie, le corps arriva à la gare de Lyon de Paris et reçut le 17 mai lors des obsèques à La Madeleine, à la demande des siens, les honneurs militaires dus à un grand-croix de la Légion d'honneur. Mais pour un ancien général rayé du cadre de réserve, cet hommage ne comprenait ni musique ni défilé, réservés aux officiers généraux en activité… or, à l'issue de la cérémonie, venant du boulevard Malesherbes, défilèrent devant le catafalque au rythme de la marche Sambre et Meuse des troupes en tenue de parade commandées par le général Leloup de Sancy de Rolland, qui salua le cercueil de l'épée.
Ce fut là l'ultime geste public envers celui à qui Victor Hugo, son confrère à l'Académie, lui-même exilé par Napoléon III, écrivait : « Pour moi, votre royauté a cessé d'être politique, et maintenant est historique. Ma République ne s'en inquiète pas. Vous faites partie de la grandeur de la France et je vous aime » dans sa réponse à la notice du duc succédant au comte de Cardaillat à l'Académie des beaux-arts le 17 juillet 1880.
Proscrit deux fois par le gouvernement de son pays, cet ami des Arts patriote, par un geste généreux, changea néanmoins son testament en donation sous réserve d'usufruit (28 août 1886) afin d'enrichir le patrimoine national d'un trésor artistique unique.

« On célèbre à Chantilly une présence invisible et toujours vivante, malgré le temps. »

Sa sépulture repose au milieu des siens dans la chapelle royale de Dreux. Son gisant, accompagné de son épée, est l’œuvre du sculpteur français Paul Dubois.

### Œuvre littéraire
- Histoire des princes de Condé pendant les XVIe et XVIIe siècles, 7 volumes, 1889, Paris, Calmann-Levy.

## Titulature et décorations

### Titulature
- 16 janvier 1822 - 22 septembre 1824 : Son Altesse Sérénissime le duc d'Aumale, prince du sang de France ;
- 22 septembre 1824 - 9 août 1830 : Son Altesse Royale le duc d'Aumale, prince du sang de France ;
- 9 août 1830 - 7 mai 1897 : Son Altesse Royale le duc d'Aumale.

### Décorations dynastiques
- Grand-croix de la Légion d'honneur (maison d'Orléans, 28 avril 1842)
- Chevalier de la Légion d'honneur (maison d'Orléans, 21 juin 1840)
- Grand cordon de l'ordre de Léopold (royaume de Belgique, 22 mars 1842)[37]
- Grand-croix de l'ordre de Saint-Ferdinand et du Mérite (royaume des Deux-Siciles)[38]
- Chevalier de l'ordre de la Toison d'or (royaume d'Espagne, 6 septembre 1845)
- Grand-croix de l'ordre de la Tour et de l'Épée (royaume de Portugal, 22 mai 1886)[39]
- Grand-croix de l'ordre de la Maison ernestine de Saxe (duché de Saxe-Cobourg et Gotha, 1864)[40]
- Chevalier de l'Ordre du Sang (beylicat de Tunis)[41]

## Armoiries
Le duc d'Aumale porte pour armoiries : D'azur à trois fleurs de lys d'or, brisé d'un lambel d'argent.

## Henri d'Orléans et les femmes
Le duc a laissé son nom à une expression argotique apparue vers 1880 et citée par Alphonse Boudard, « à la duc d'Aumale » qui désigne une position érotique compliquée, sur la technique de laquelle les auteurs divergent ; « le cinquième fils de Louis-Philippe était renommé pour ses acrobaties amoureuses ».

### Léonide Leblanc

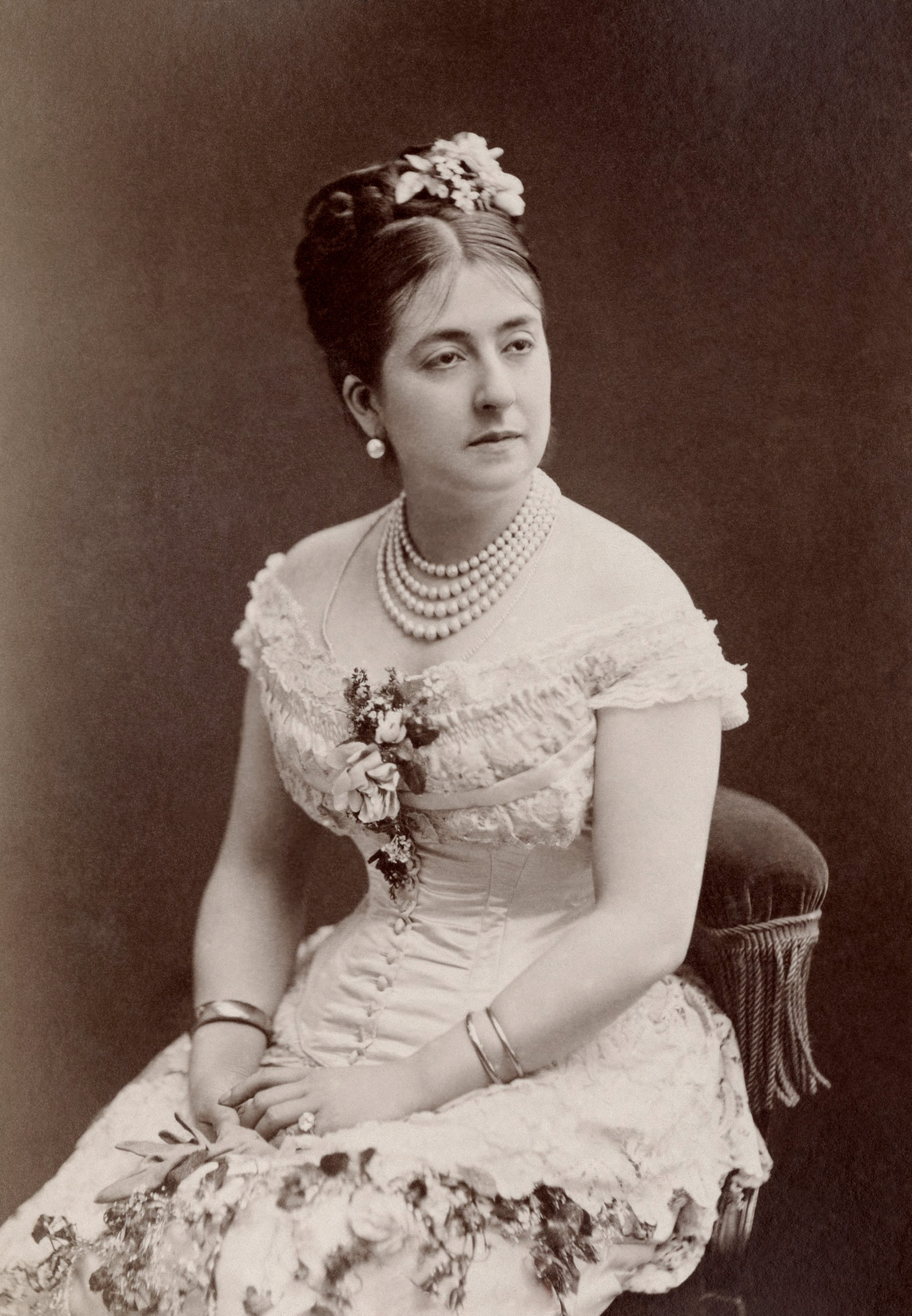
Léonide Leblanc, par Nadar.

Léonide Leblanc, maîtresse de Georges Clemenceau, « tendre et vermeille comme un beau fruit, le pied fin et les bras les plus beaux du monde », fut aussi celle du duc, mais étant « fort courtisée par des seigneurs d'importance dont il ne fallait pas éteindre trop brutalement les ardeurs (…) elle avait fait, dit-on, confectionner une effigie du duc d'Aumale, tête en cire, corps en baudruche. Et quand les soupirants se montraient trop pressants, elle avait une façon de leur montrer de loin, sur un fauteuil, des formes augustes : « Chut ! Monseigneur est là ! » qui calmait les impatiences (…) ». Quand elle voulait que Clemenceau ne l'importune pas, elle plaçait dans son salon un mannequin de cire à l'effigie du duc d'Aumale qu'elle avait fait confectionner, ouvrant la porte de ce salon pour montrer au député qu'elle avait déjà un rendez-vous.
Se plaignant de la « largesse assez modérée » du duc, elle aurait eu ce mot savoureux : « Ces Orléans, vous ne les connaissez pas : ils en sont restés aux prix d'avant 48 ».
Actrice des théâtres de vaudeville et femme spirituelle, Léonide Leblanc (1842 – 1894) fut ainsi plus connue comme brillante demi-mondaine.

### Berthe de Clinchamp
Berthe de Clinchamp (1833 – 1911), qui fit partie de son entourage dès l'âge de sept ans et succéda en 1864 à sa tante comme « dame pour accompagner » la duchesse qui mourut dès 1869 puis à la mère de la défunte, la princesse de Salerne. À ce titre, elle est faite comtesse[réf. nécessaire] en 1881 par l'empereur d'Autriche, à la demande de sa femme Élisabeth d'Autriche[réf. nécessaire] (nièce par alliance de la princesse de Salerne), dont elle fut la fidèle amie et, sitôt veuve, une compagne dévouée.
Cette « grande et forte femme de type cuirassier quant à la stature, attentive à ne point déplaire, ne ménageant ni son temps, ni sa peine, ni son amour-propre », excellente écuyère, très cultivée et bibliophile comme le duc, tint sa maison et partagea ses activités. Pour elle, le duc fit remonter dans son appartement personnel de Chantilly des boiseries anglaises du XVIIIe provenant de Orleans House. En 1877, veuf depuis 1869 et sans enfants, il lui indiqua ses instructions sur les mesures à prendre après sa mort, et en 1879 lui offrit en souvenir d'eux les portraits de lui et de son épouse en pendants par Victor-Louis Mottez – musée Condé.
En juin 1888 une campagne de presse sur un prétendu mariage secret la fit surnommer « La Maintenonette », jeu de mots à la fois sur le titre offert par Louis XIV à Françoise d'Aubigné, gouvernante de ses enfants puis son épouse morganatique, sur La Nonette, rivière qui arrose le parc de Chantilly, et sur celui de la maison sur laquelle le duc lui avait consenti un bail de 50 ans et un accès direct au parc. Le prince de Joinville l'appelait aussi « La Maintenon de mon frère ».
Mademoiselle de Clinchamp y écrivit : Chantilly et son dernier seigneur (1898), Le Duc d'Aumale, prince, soldat - Un grand seigneur du XIXe siècle (1899), et Chantilly 1485-1897 (1903).
Le musée Condé conserve son portrait en buste (miniature sur ivoire) ; un portrait photographique en pied dédicacé est reproduit dans l'Album de Famille du Comte de Paris ; un autre, au pastel — collection privée — par Henri Cain (1859 – 1930) fut vendu aux enchères publiques avec sa bibliothèque à Bruxelles le 9 mars 2002.
Paul Dubois, auteur de la statue équestre du connétable Anne de Montmorency commandée pour l'esplanade du château de Chantilly, sculpta le gisant en marbre blanc du duc en tenue de général, tenant un sabre et étreignant le drapeau français (chapelle funéraire des Orléans à Dreux – maquette au musée Condé), œuvre qui fut présentée à l'Exposition universelle de Paris de 1900.
Le 15 octobre 1899 fut inaugurée au centre de l'hémicycle, à proximité des Grandes écuries à Chantilly, celle du peintre et sculpteur académique Jean-Léon Gérôme, sur un piédestal d'Honoré Daumet, l'architecte du duc, que la Ville lui offrit sur souscription publique.
Un médaillon orné de son profil orne le manteau d'une cheminée en bois mouluré d'origine non indiquée, remontée dans une des « salles XIXe siècle » du château d'Amboise (Indre-et-Loire)[réf. nécessaire] .

## Publications
- Les Zouaves, 1855 (sous pseudonyme)
- Les Chasseurs à pied, 1859 (sous pseudonyme)
- Alésia. Étude sur la 7e campagne de César en Gaule (1860)
- Lettre sur l'histoire de France (1861)
- Les institutions militaires en France (1867)
- Histoire des princes de Condé, 7 vol. (1869-1895)
- La journée de Rocroy (1890)
- Le roi Louis-Philippe et le droit de grâce (1897)
- La bataille de Rocroy (1900)

Il a publié sous le pseudonyme de Vérax, en Belgique, un certain nombre d'articles de journaux dans les années 1861 – 1868.

## Postérité
En dépit d'un parcours de vie riche et prestigieux, le duc d'Aumale fut paradoxalement peu représenté au cinéma, à la télévision ou même au théâtre. Notons toutefois la présence de son personnage sous les traits du comédien et mannequin Alexis Loret, dans le téléfilm L'Algérie des chimères, réalisé par François Luciani en 2001, d'après le livre du même titre d'Henri de Turenne et Robert Solé, publié aux éditions Calmann-Lévy.
À l'automne 2012, un documentaire-fiction, intitulé Le duc d'Aumale, le magicien de Chantilly, lui fut également consacré à la télévision, dans le cadre de l'émission Secrets d'histoire, sur France 2, animée par Stéphane Bern, et produite par Jean-Louis Remilleux. Dans celui-ci, ce sont les acteurs Roland David et Sébastien Fontaine qui prêtent leurs traits au prince collectionneur.
Dans le 9e arrondissement de Paris, la rue d'Aumale lui rend hommage.